# Astragalus concretus
Astragalus concretus är en ärtväxtart som beskrevs av George Bentham. Astragalus concretus ingår i släktet vedlar, och familjen ärtväxter. Inga underarter finns listade i Catalogue of Life.